# Sam Appleton
Samuel (Sam) Appleton (* 17. Oktober 1991) ist ein australischer Triathlet und Ironman-Sieger (2024).

## Werdegang
Sam Appleton startet seit 2009 als Profi-Athlet und 2009 belegte er bei der Junioren-Weltmeisterschaft den elften Rang. 2015 konnte er die Challenge Batemans Bay gewinnen.
Sam Appleton ist vorwiegend auf der Triathlon-Mitteldistanz aktiv. Er wird trainiert von Tim Reed. Die Saison 2017 konnte er im Februar mit einem Sieg beim Ironman 70.3 Geelong beginnen. Im September 2018 wurde der damals 26-Jährige als bester Australier Sechster in Südafrika bei den Ironman 70.3 World Championships.

### Langdistanz seit 2019
Bei seinem Langdistanz-Debüt wurde er im Dezember 2019 Vierter im Ironman Western Australia (3,86 km Schwimmen, 180,2 km Radfahren und 42,195 km Laufen).
Sam Appleton startete am 28. August 2021 für das im Collins Cup der Professional Triathletes Organisation zusammengestellte Team International – zusammen mit Teresa Adam, Jeanni Metzler, Paula Findlay, Carrie Lester, Sarah Crowley, Ellie Salthouse, Lionel Sanders, Braden Currie, Max Neumann, Kyle Smith und Jackson Laundry.
Im Februar 2022 gewann Appleton mit dem Ironman 70.3 Geelong sein 16. Ironman-70.3-Rennen. Im Juni desselben Jahres wurde er Dritter beim Ironman Cairns mit persönlicher Bestzeit. Im Mai 2024 gewann der 32-Jährige den Ironman Australia und stellte mit seiner Siegerzeit von 7:57:32 Stunden einen neuen Streckenrekord ein.
Mt dem Ironman 70.3 Boulder gewann Appleton im Juni 2025 sein 17. Ironman-70.3-Rennen, nachdem er hier schon bereits zweimal den dritten Rang belegt hatte.

## Sportliche Erfolge
| Datum/Jahr    | Rang | Wettbewerb                                    | Austragungsort | Zeit     | Bemerkung                                                                         |
| ------------- | ---- | --------------------------------------------- | -------------- | -------- | --------------------------------------------------------------------------------- |
| 13. Sep. 2009 | 11   | ITU Triathlon World Championship Junior Men   | Gold Coast     | 00:55:28 | Junioren-Weltmeisterschaft (750 m Schwimmen, 20,9 km Radfahren und 5,4 km Laufen) |
| 11. Juni 2009 | 3    | OTU Triathlon Oceania Championship Junior Men | Gold Coast     | 00:58:59 |                                                                                   |
| 14. Jan. 2009 | 2    | Australian Youth Olympic Festival             | Sydney         | 00:52:17 | Zweiter hinter Jonathan Brownlee                                                  |

| Datum/Jahr    | Rang | Wettbewerb                       | Austragungsort | Zeit     | Bemerkung                                   |
| ------------- | ---- | -------------------------------- | -------------- | -------- | ------------------------------------------- |
| 14. Juni 2025 | 1    | Ironman 70.3 Boulder             | Boulder        | 03:35:59 |                                             |
| 8. Juni 2024  | 3    | Ironman 70.3 Boulder             | Boulder        | 03:38:57 |                                             |
| 2. Apr. 2022  | 7    | Ironman 70.3 California          | Oceanside      | 03:49:45 |                                             |
| 20. Feb. 2022 | 1    | Ironman 70.3 Geelong             | Geelong        | 03:41:15 |                                             |
| 30. Okt. 2021 | 3    | Ironman 70.3 California          | Oceanside      | 03:49:35 |                                             |
| 18. Sep. 2021 | 9    | Ironman 70.3 World Championships | St. George     | 03:45:18 | hinter dem Norweger Gustav Iden             |
| 28. Aug. 2021 | 2    | PTO Collins Cup                  | Šamorín        | 03:17:46 | im Team Internationals                      |
| 27. Okt. 2019 | 1    | Ironman 70.3 Waco                | Waco           | 03:47:15 |                                             |
| 8. Sep. 2019  | 8    | Ironman 70.3 World Championships | Nizza          | 04:02:15 | [ 5 ]                                       |
| 27. Juli 2019 | 1    | Ironman 70.3 Santa Rosa          | Santa Rosa     | 03:46:03 |                                             |
| 25. Nov. 2018 | 2    | Ironman 70.3 Western Sydney      | Penrith City   | 03:45:47 | Zweiter hinter Terenzo Bozzone              |
| 4. Nov. 2018  | 1    | Ironman 70.3 Los Cabos           | Los Cabos      |          |                                             |
| 2. Sep. 2018  | 6    | Ironman 70.3 World Championships | Port Elizabeth | 03:43:57 |                                             |
| 28. Juli 2018 | 1    | Ironman 70.3 Santa Rosa          | Santa Rosa     | 03:16:59 | Austragung wegen Nebels ohne Schwimmen      |
| 18. Feb. 2018 | 1    | Ironman 70.3 Geelong             | Geelong        | 03:45:53 | erfolgreiche Titelverteidigung              |
| 16. Juli 2017 | 1    | Ironman 70.3 Wisconsin           | Racine         | 03:10:35 | Austragung witterungsbedingt ohne Schwimmen |
| 11. Juni 2017 | 1    | Ironman 70.3 Eagleman            | Cambridge      | 03:46:34 |                                             |
| 13. Mai 2017  | 1    | Ironman 70.3 Santa Rosa          | Sonoma County  | 03:46:47 |                                             |
| 9. Apr. 2017  | 1    | Challenge Melbourne              | Melbourne      | 03:44:51 |                                             |
| 19. Feb. 2017 | 1    | Ironman 70.3 Geelong             | Geelong        | 03:49:41 |                                             |
| 12. Okt. 2016 | 3    | Ironman 70.3 Bahrain             | Manama         | 03:44:10 |                                             |
| 11. Juni 2016 | 3    | Ironman 70.3 Boulder             | Boulder        | 03:44:00 |                                             |
| 3. Mai 2016   | 2    | Ironman 70.3 Chattanooga         | Chattanooga    | 03:48:46 |                                             |
| 5. März 2016  | 1    | Ironman 70.3 Buenos Aires        | Buenos Aires   | 03:45:33 |                                             |
| 8. Nov. 2015  | 1    | Ironman 70.3 Austin              | Austin         | 03:51:16 |                                             |
| 2. Aug. 2015  | 2    | Ironman 70.3 Geelong             | Geelong        | 03:46:43 |                                             |
| 12. Juli 2015 | 1    | Vineman Ironman 70.3             | Sonoma County  | 03:43:06 |                                             |
| 14. Juni 2015 | 1    | Ironman 70.3 Cairns              | Cairns         | 03:48:55 |                                             |
| 2. Mai 2015   | 1    | Ironman 70.3 Busselton           | Busselton      | 03:44:28 |                                             |
| 29. März 2015 | 1    | Challenge Batemans Bay           | Batemans Bay   | 03:57:29 | [ 8 ]                                       |
| 3. Mai 2014   | 3    | Ironman 70.3 Busselton           | Busselton      | 03:43:39 |                                             |
| 15. Dez. 2013 | 1    | Ironman 70.3 Canberra            | Canberra       | 03:54:53 |                                             |
| 20. Okt. 2013 | 2    | Ironman 70.3 Port Macquarie      | Port Macquarie | 04:00:11 |                                             |
| 2. Apr. 2012  | 1    | Batemans Bay Ultimate Triathlon  | Batemans Bay   | 04:56:25 | Sieger der Erstaustragung                   |

| Datum/Jahr    | Rang | Wettbewerb                | Austragungsort | Zeit     | Bemerkung                                              |
| ------------- | ---- | ------------------------- | -------------- | -------- | ------------------------------------------------------ |
| 26. Okt. 2024 | 24   | Ironman Hawaii            | Hawaii         | 08:08:05 |                                                        |
| 5. Mai 2024   | 1    | Ironman Australia         | Port Macquarie | 07:57:32 | Streckenrekord                                         |
| 12. Juni 2022 | 3    | Ironman Cairns            | Cairns         | 08:05:33 | Persönliche Langdistanz-Bestzeit                       |
| 1. Dez. 2019  | 4    | Ironman Western Australia | Busselton      | 08:09:54 | Langdistanz-Debüt; hinter dem Briten Alistair Brownlee |

(DNF – Did Not Finish)